# I've Been in Love Before
I've Been in Love Before är en musiksingel av Cutting Crew från 1987.

## Listplaceringar
| Lista (1987)  | Topplacering |
| ------------- | ------------ |
| Nederländerna | 16           |
| Norge         | 1            |
| Nya Zeeland   | 50           |
| Schweiz       | 4            |
| Sverige       | 2            |